# 2021년 LG 트윈스 시즌
2021년 LG 트윈스 시즌은 LG 트윈스가 KBO 리그에 참가한 32번째 시즌으로, MBC 청룡 시절까지 합하면 40번째 시즌이다. 류지현 감독이 팀을 이끈 첫 시즌이며, 주장은 김현수가 맡았다. 팀은 정규 시즌 최종전까지 선두 싸움을 했으나 시즌 막판에 밀려나며 정규 시즌 3위로 포스트시즌에 진출했다. 이후 준플레이오프에서 두산 베어스를 상대로 1승 2패로 져 탈락했다. 두산 베어스가 한국시리즈에 진출하면서 LG 트윈스의 최종 순위는 4위로 확정되었는데 주전 유격수 오지환이 10월 29일 사직 롯데전에서 타구를 잡으려다가 그라운드에 넘어지면서 왼쪽 어깨 쇄골 골절 부상을 당해 시즌아웃당한 것, 베테랑 불펜 투수 송은범이 6월 14일 잠실 롯데전에서 땅볼 타구를 잡는 도중  오른 무릎 외측 인대 손상 및 십자인대 파열 부상을 당해 시즌아웃당한 것 등이 컸다.

## 코치
- 김민호, 김정민, 경헌호, 황병일, 김호, 임훈, 박용근, 김우석, 김광삼

## 선수단
- 선발투수: 켈리, 수아레즈, 이민호, 임찬규, 정찬헌, 임준형, 차우찬, 손주영
- 구원투수: 정우영, 김대유, 이정용, 진해수, 백승현, 송은범, 최성훈, 배재준, 함덕주, 김윤식, 채원후, 류원석, 고효준, 김태형, 최동환, 김대현, 이우찬
- 마무리투수: 고우석, 이상영, 김지용, 김진수, 이찬혁, 이상규, 오석주
- 포수: 유강남, 이성우, 김재성
- 1루수: 문보경, 라모스, 김용의, 이영빈, 이주형, 김호은, 보어
- 2루수: 서건창, 정주현, 이상호, 구본혁, 신민재
- 유격수: 오지환, 손호영
- 3루수: 김민성, 장준원, 김주성
- 좌익수: 김현수, 이형종, 문성주, 한석현
- 중견수: 홍창기, 최민창, 안익훈, 이천웅
- 우익수: 채은성, 이재원
- 지명타자: -[3]

## 타이틀
- 규정이닝 충족 : 켈리 (177)
- 규정타석 충족 : 홍창기 (651), 김현수 (595), 오지환 (532), 채은성 (448)
- 출장 (투수) : 정우영 (70)
- 출장 (타자) : 서건창, 홍창기 (144)
- 볼넷 : 홍창기 (110)
- 희생타 : 김민성 (16)
- 출루율 : 홍창기 (0.456)
- 결승타 : 김현수 (19)
- WAR* : 홍창기 (6.97)
- 수비율 : 김현수 (1.000)
- 구원승 : 김윤식, 정우영 (7)
- 어시스트 : 오지환 (359)
- 주루 WAA : 서건창 (0.59)
- 수비 WAA : 오지환 (1.36)
- WAAwithADJ : 오지환 (1.901)
- Pos Wins : 유강남 (0.82)
- RNG : 오지환 (12.03)
- RAA : 오지환 (13.50)
- POSADJ : 유강남 (8.27)
- RAAwithADJ : 오지환 (18.93)
- WAAw/oADJ : 오지환 (1.356)
- 올스타 선발: 수아레즈 (선발투수), 정우영 (구원투수), 고우석 (마무리투수), 오지환 (유격수), 김현수 (외야수), 홍창기 (외야수), 채은성 (지명타자), (라모스[4] (1루수))
- KBO 골든글러브 : 홍창기 (외야수 2위)
- U-23 야구 월드컵 국가대표: 임준형
- 성구회 헌액: 김현수
- WBSC 선정 2020 도쿄 올림픽 베스트 라인업: 김현수 (좌익수)
- 컴투스 프로야구 레전드 카드: 김재현, 박용택
- 컴투스프로야구2022 타이틀홀더 라인업: 김대유 (구원투수)
- 컴투스프로야구 아빠와 아들 라인업: 김대유 (중계투수)
- 컴투스프로야구 트레이드 사가 라인업: 서건창 (2루수)

### 퓨처스리그
- 홈런: 이재원 (16)
- 사구: 한석현 (11)
- 홀드: 류원석 (10)
- 북부리그 출장(타자): 최민창 (81)
- 북부리그 득점: 한석현 (46)
- 북부리그 평균자책점: 임준형 (3.49)
- 북부리그 탈삼진: 임준형 (60)

## 여담
- 김호은은 후반기 스트라이크 대비 파울 비율 75%로 2013년 이후 KBO 리그 단일 시즌 후반기 최고 기록을 세웠다.
- 이 시즌에 팀은 14번의 무승부를 기록해 KBO 리그 사상 단일 시즌 최다 무승부 기록을 세웠다.
- 정우영은 싱커 구종가치 24.3으로 2013년 이후 KBO 리그 역대 단일 시즌 최고 기록을 세웠다.
- 임찬규는 3루 견제를 총 7번 시도하여 2013년 이후 KBO 리그에서 단일 시즌 최다 기록을 세웠다.
- 홍창기는 2013년 이후 단일 시즌에 타자 주자 땅볼 시 3루에서 홈으로 가장 많이 진루한 타자가 되었다.
- 이성우는 만 40세 때부터의 통산 득점권 출루율 0.111로 KBO 리그 40대 타자 통산 최저 기록을 세웠다.
- 시즌 후 처음으로 낙동강 교육리그에 참가했다.